# Берлинский, Максим Фёдорович
Макси́м Фёдорович Берли́нский (6 [17] августа 1764, Новая Слобода — 6 [18] января 1848, Киев) — историк Украины, педагог, один из основоположников научной историографии и археологии Киева.

## Биография
Родился в 1764 году в семье священника приходской церкви в с. Новая Слобода Путивльского уезда Курской губернии.
В 1776 году был отдан в Киево-Могилянскую академию, где успешно занимался до 1786 года. Затем был направлен в Петербург в учительскую гимназию, изучал историю и географию. В 1788 году получил должность учителя географии, гражданской и натуральной истории в старших классах Киевского народного училища, впоследствии преобразованного в гимназию. В 1833 году был назначен инспектором киевской гимназии; в 1834 году, после основания Киевского университета, стал членом университетского правления и в ноябре того же года вышел в отставку с чином статского советника. До 1811 года жил в Киеве на Подоле, после пожара Подола переселился с семьёй на Липки.
Пользовался значительным авторитетом как специалист и общественный деятель. В 1818 году был избран директором местного отделения Всероссийского библейского общества. С 1828 года состоял членом Московского императорского общества истории и древностей российских. В 1843 году его избрали почетным членом Временной комиссии для разбора древних актов в Киеве.
Умер в 1848 году в Киеве, похоронен на старой православной части Байкова кладбища. С 1962 года имя Максима Берлинского носит улица на Сырце в Киеве.

## Награды
Награждён орденом Св. Владимира 4-й ст. (1826).

## Научная деятельность

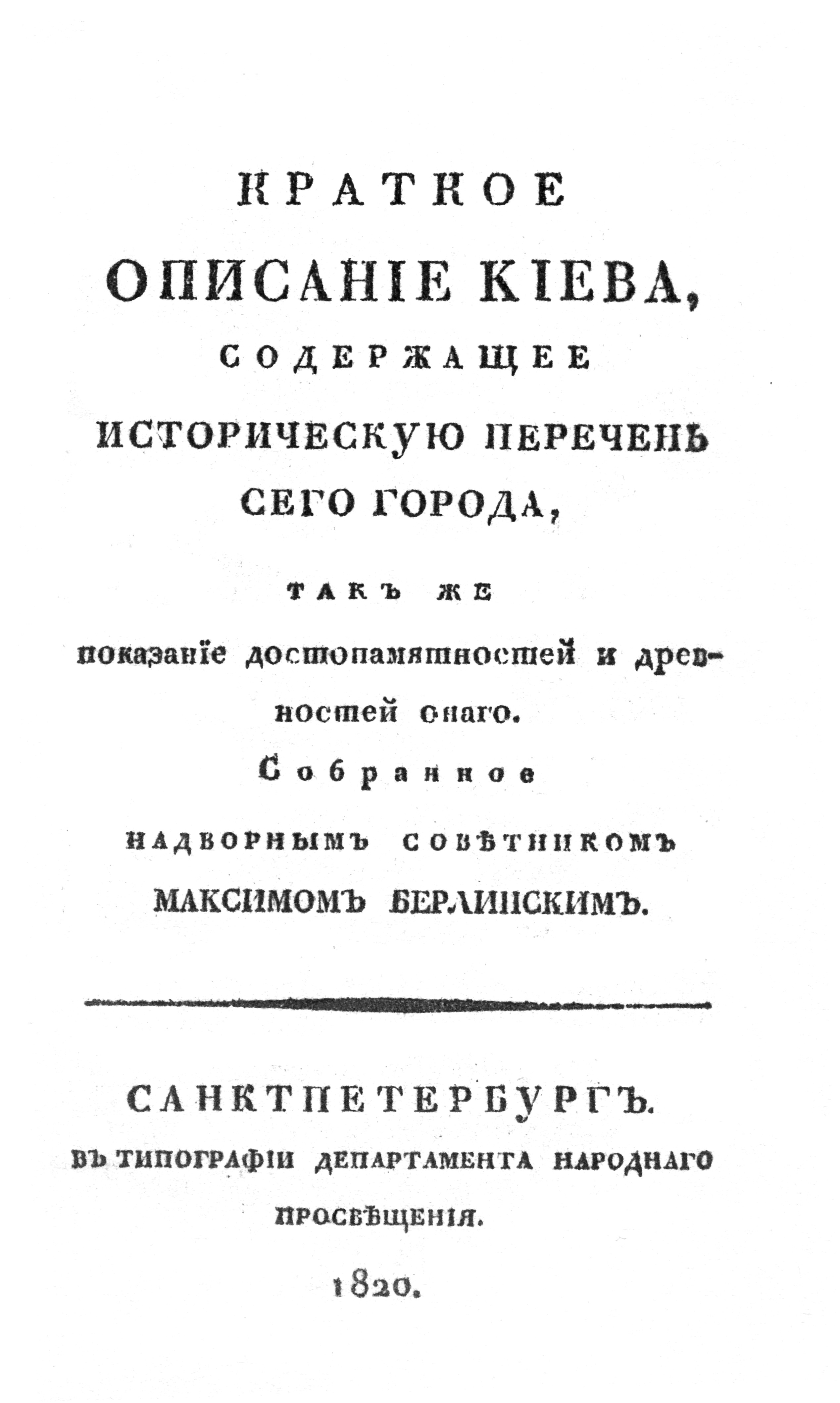
Титульный лист «Краткого описания Киева…» (1820)

Наиболее значительные заслуги М. Ф. Берлинского связаны с историографией и изучением исторической топографии Киева, где он был одним из первопроходцев. Его «Краткое описание Киева…» (1820) стало едва ли не первым обобщающим трудом по этой теме и долгое время оставалось настольной книгой киевоведов. Киевским древностям и археологическим находкам посвящён ряд публикаций Берлинского в периодических изданиях. Он включил в свои исследования немало сведений, позаимствованных в архивных документах, часть которых впоследствии была утрачена. Ввиду этого изданные материалы Берлинского обретают ценность первоисточников.
Длительное время историк работал над «Историческим описанием Малороссии и города Киева», но недостаточное финансирование не позволило завершить этот проект, результаты которого были опубликованы лишь в отрывках. Немалое педагогическое значение имела подготовленная Берлинским в 1800 году «Краткая Российская история для употребления юношеству».
Наследие М. Ф. Берлинского в историографии Киева было существенно расширено спустя много лет после его смерти. Исследовательница Л. А. Пономаренко в 1970 году обнаружила в Ленинграде цензорский экземпляр рукописи Берлинского «История города Киева от основания его до настоящего времени», считавшейся утраченной. Этот труд состоял из двух частей: «История города Киева», подразделенная на восемь периодов, и «Топография города Киева». Историк готовил его в 1798—1799 годах. В 1972 году была предпринята попытка опубликовать книгу Берлинского в ежегоднике «Київська старовина», но после первого выпуска издание было закрыто, и удалось напечатать только первую часть. Полностью «История города Киева…» была издана в 1991 году с предисловием и комментариями М. Ю. Брайчевского.

## Основные произведения
- Краткая Российская история для употребления юношеству. — Санкт-Петербург, 1800.
- Разделение Малороссии на полки // Улей. — 1811. — № 3.
- О городе Киеве // Улей. — 1811. — № 8.
- Наставление о собирании и приготовлении червеца или русской кошенили в южных губерниях Российской империи. — Санкт-Петербург: изд. Хозяйственного Департамента Министерства Внутренних Дел, 1814.
- О киевской академии // Соревнователь просвещения и благотворения. — 1819. — Кн.7.
- Краткое описание Киева, содержащее историческую перечень сего города, также показание достопамятностей и древностей оного. — Санкт-Петербург, 1820. Репринт: Киев, 1990.
- Описание найденных недавно в Киеве разных старинных золотых и серебряных вещей // Украинский журнал. — 1824. — № 2.
- О десятинной церкви в Киеве // Труды и летописи Общества истории и древностей Российских. — 1830. — Часть 5, книга 1.
- Известие о межигорской церкви // Там же.
- История города Киева. — 1798—1799, при жизни не опубликована. Первая полная публикация: Берлинський М. Ф. Історія міста Києва. — Київ: Наукова думка, 1991.